# Schlacht von Basian
Die Schlacht von Basian wurde im 13. Jahrhundert zwischen den Armeen des Königreichs Georgien und dem Sultanat der Rum-Seldschuken im Basian-Tal, 60 km nordöstlich der Stadt Erzurum im heutigen Nordosten der Türkei, ausgetragen. Die Schlacht wird je nach Quelle zwischen 1202 und 1205 datiert, aber 1203 und 1204 wurden in letzter Zeit bevorzugt. Der zeitgenössische muslimische Chronist Ibn Bibi datiert die Schlacht zwischen dem 1. Oktober 1201 und dem 19. September 1202. Die modernen türkischen Historiker identifizieren die Burg von Micingerd (Mazankert) als Ort der Schlacht.

## Hintergrund
Die Schlacht war Teil der Konflikte zwischen den georgischen Monarchen und den seldschukischen Herrschern Anatoliens, die die Geschichte der Region vom 11. bis 13. Jahrhundert bestimmten. Es war ein weiterer Versuch der Seldschuken, die georgischen Fortschritte in Richtung Süden aufzuhalten. Die Geschichte dieses Konflikts wird in zeitgenössischen georgischen, armenischen und islamischen Quellen erzählt.
Der Sultan von Rüm, Rukn ad-Din Suleiman Schah (ca. 1196–1204), kämpfte mit Erfolg darum, einen einst riesigen Staat wieder aufzubauen, der unter seinem verstorbenen Vater Kilij Arslan II fragmentiert war. Anfangs waren seine Beziehungen zum benachbarten Königreich Georgien scheinbar friedlich, einschließlich des Austauschs von Botschaften und kostbaren Geschenken. Die Übernahme Erzurums durch Suleiman Schah im Jahr 1201 brachte ihn in eine unvermeidliche Konfrontation mit den Georgiern. Der Sultan ärgerte sich ferner über einen Tribut, den die georgischen Herrscher den benachbarten muslimischen Beyliken auferlegt hatten, und forderte seinen Rückzug in einem Ultimatum, das der georgischen Königin Tamar vorgelegt wurde. Laut der georgischen Chronik übermittelte Suleiman Schahs Abgesandter Tamar einen höchst beleidigenden Brief, in dem der Sultan drohte, sie bei seiner Eroberung Georgiens als Konkubine zu nehmen, und wurde von Zakaria Mchargrdseli geschlagen. Laut einem mittelalterlichen Gelehrten, der diese Verhandlungen beobachtete, wurde Suleiman Schahs Abgesandter niedergeschlagen und „wie tot hingelegt“.

## Die Schlacht
Suleiman Schah drang zusammen mit seinen Vasallen nach Georgien ein und lagerte im Basian-Tal. Tamar stellte schnell eine Armee auf und unter das Kommando ihres Gemahls David Soslan. Von ihrer Basis in Dschawachetien aus drangen die georgischen Truppen unter Soslan und Amirspasalar Zakaria Mchargrdseli plötzlich nach Basian vor und griffen das feindliche Lager an. In einer heftigen Schlacht gelang es den seldschukischen Streitkräften, mehrere Angriffe der Georgier zurückzudrängen, sie wurden jedoch schließlich überwältigt und besiegt. Der Verlust des Sultansbanners an die Georgier führte zu einer Panik in den Reihen der Seldschuken. Suleiman Schah selbst wurde verwundet und zog sich nach Erzurum zurück.

## Folgen
Die Georgier nahmen den Bruder von Suleiman Schah gefangen. Später wurde er im Austausch gegen ein Hufeisen zurückgegeben. Diese Aktion zeigte, dass Tamar im Kaukasus, in Anatolien, im armenischen Hochland, in Schirwan und im Schwarzen Meer absolute Macht hatte. Der Sieg bei Basian ermöglichte es Georgien, seine Positionen im Südwesten zu sichern und das Wiederaufleben der Seldschuken in Schach zu halten. Kurz nach dem Einmarsch des Königreichs Georgien in Trapezunt und der Schaffung eines Staates gab Tamar Alexios I. von Trapezunt, dem Ehemann ihrer Schwester, die Macht. Damit schuf das Königreich Georgien eine Pufferzone zwischen türkischen Staaten und ihren eigenen Ländern.